# Dieter Wieland

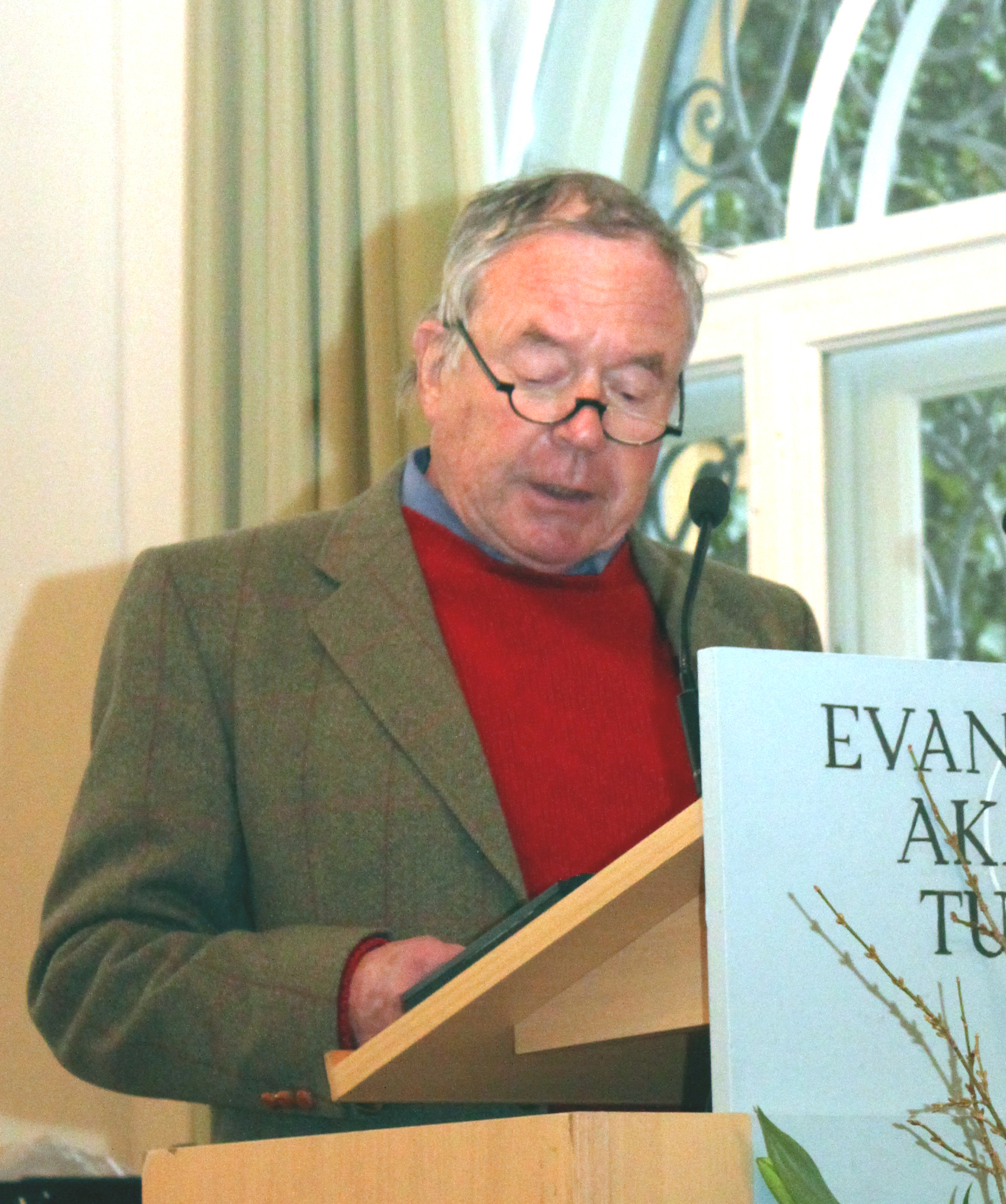
Dieter Wieland (2012)

Dieter Wieland (* 16. März 1937 in Berlin) ist ein deutscher Dokumentarfilmer und Autor. Wieland setzte sich als einer der ersten Fernsehjournalisten für den Denkmalschutz und für den Erhalt gewachsener Kulturlandschaften ein. Hubert Weinzierl würdigte als Wielands „großes und bleibendes Verdienst“ seinen Beitrag zur Schaffung eines „ganz hohen Umweltbewußtseins“ in Deutschland. Wieland habe vor allem deutlich gemacht, dass Landschaften die „Basis unserer Kultur“ seien.

## Leben
Dieter Wieland ist der Sohn eines Reiseverkehrskaufmanns, der das Touristikunternehmen Touropa mit aufgebaut hatte. Er wurde in Berlin-Dahlem geboren und ist in den Kriegsjahren im großmütterlichen Haus in Landshut aufgewachsen, das noch die „gotischen Reste des alten Franziskaner-Klosters“ enthielt. Als Junge und Student durfte er den Kirchturm der Martinskirche besteigen, so oft er wollte. Von dort aus lernte er das mittelalterliche Stadtbild von Landshut kennen und lieben. Seine Mutter war nach Kriegsende in die USA ausgewandert und ihr Sohn sollte nach seinem Abitur nachkommen, um dort Architektur bei Richard Neutra in Los Angeles zu studieren. Doch lehnte er schließlich eine Übersiedlung ab, da er nicht in einem Land ohne Geschichte und ohne Barockkirchen leben wollte. Stattdessen verwendete er das Geld für die Schiffspassage nach New York, um davon einen Gebrauchtwagen zu kaufen und mit einem Freund durch Bayern zu reisen. Während dieser Grand Tour entstand seine Liebe für die Schönheiten von Landschaft und Architektur.
Er studierte Bayerische Landesgeschichte, Neuere Geschichte und Kunstgeschichte an der Universität München und arbeitete nebenher als Reiseleiter. In den 1950er-Jahren lebte er für einige Jahre in Neapel. Wieland besuchte Seminare unter anderem bei dem Kunsthistoriker Hans Sedlmayr, der ihn die „Kunst des Sehens, des genauen Hinschauens“ lehrte. Darüber hinaus beeindruckte ihn Sedlmayrs Engagement für den Erhalt abrissgefährdeter Gebäude. Daher stand für ihn bald fest: „Ich muss da mitkämpfen!“ Durch die Vermittlung der Münchner Historiker Max Spindler und dessen Assistenten Benno Hubensteiner gelangte er zu dem damals entstehenden Kulturprogramm des Bayerischen Fernsehens, was er heute als „eine echte Verführung“ empfindet. Seine „zu drei Viertel bereits fertige Doktorarbeit“ legte er dafür zu den Akten. 
Ab 1964 arbeitete er als freier Mitarbeiter für den Bayerischen Rundfunk und für verschiedene Fachzeitschriften. BR-Intendant Christian Wallenreiter setzte sich für Wieland ein, ebenso alle ihm nachfolgenden Intendanten. Fast alle seine Filme drehte er mit dem Kameramann Hermann Reichmann. Ein späteres Angebot aus der Bayerischen Staatskanzlei zum Redenschreiben lehnte er ab.
Er hat mehrere erwachsene Kinder und lebt mit seiner Frau Heidi in einem von ihm renovierten Arbeiterwohnhaus in Uffing am Staffelsee, umgeben von einem naturnahen Garten aus einheimischen Pflanzen.

## Filme und Bücher
Bekannt wurde er durch die Dokumentarfilmreihe Topographie, die ab 1972 in der Sendereihe Unter unserem Himmel des Bayerischen Rundfunks gezeigt wurde. Seine Filme heißen u. a. Unser Dorf soll häßlich werden und Hilfe, mein Haus ist ein Denkmal. Die mehrteilige Fernsehreihe Bauen und Bewahren fand auch bundesweit große Beachtung. Parallel dazu erschien 1978 von ihm die Informationsbroschüre Bauen und Bewahren auf dem Lande für das Deutsche Nationalkomitee für Denkmalschutz. Mitgestaltet hat er unter anderem auch die Ausstellung Grün kaputt mit dem gleichnamigen Begleitbuch.
Während der von der BRmedia getragene BR-Shop zahlreiche Filme über bayerische Folklore und Brauchtum führt, war allerdings dort lange Zeit kein einziger der von der Kritik zum Teil hoch gelobten Filmbeiträge Wielands erhältlich. Seit November 2014 stellt der Bayerische Rundfunk jedoch einige Dokumentationen von Dieter Wieland online kostenfrei zur Verfügung. Weitere Beiträge sind gegen Entgelt als Mitschnitt erhältlich.

## Arbeitsweise
Wielands Hingabe gehört der „Liebe für Qualität“ in allen Epochen. Es sei daher keine negative Weltsicht, die ihn antreibe, und er sei daher auch kein rückwärtsgewandter Kritiker der Moderne. Gleichwohl kritisieren seine Filme vor allem die Zerstörung alter, gewachsener Strukturen und deren oft gedankenlose Ersetzung durch Neumodisches und Minderwertiges; der Blick ist dabei stets auf die Details gerichtet. Seine Themen erstrecken sich von der Natur über die Landschaftsgestaltung, Kulturlandschaft bis hin zur Architektur und Gestaltung der Dörfer und Städte. Beispielsweise schildert er, wie im Rahmen der Flurbereinigung, die auf Ertragssteigerung und eine maschinengerechtere Landwirtschaft abzielt, alte bäuerliche Strukturen (z. B. Hecken) gedankenlos geopfert werden, die einmal mit Absicht und einem bestimmten Nutzen angelegt wurden. Modische, kitschige Trends der Haus- und Gartengestaltung (z. B. Koniferen statt Obst- oder Hausbäumen) zerstören nach Wieland das alte, zur Landschaft passende Ortsbild durch einen gleichförmigen Einheitsstil der Dörfer (z. B. durch Abbruch der Jurahäuser im Altmühltal).
Wieland kritisiert nicht grundsätzlich das Neue, sondern das seiner Meinung nach Gedankenlose, Minderwertige und Unpassende. In der Filmreihe Die große Kunst, ein kleines Haus zu bauen stellt er beispielhaft vor, wie man heute ein modernes, funktionales und zugleich gut aussehendes Haus bauen kann, das sich auch ästhetisch in die landschaftliche Umgebung einfügt.
Schon kurz nach der Wende begann Dieter Wieland, erste Bestandsaufnahmen über den Zustand der Landschaften, Parks und die Entwicklung des Städtebaus in der ehemaligen DDR zu drehen. Seine Betrachtungen von Dorfkirchen in Mecklenburg-Vorpommern, die den Verfall der Bausubstanz ungeschönt zeigten, wurden zu einem teilweise erfolgreichen Rettungsaufruf.
In seinen Filmen ist er selbst selten zu sehen; der Kommentar erfolgt stets als Voice-over. Charakteristisch dabei sind seine langsame und ruhige Sprechweise sowie seine melancholisch klingende Stimme. Durch eine sorgfältige Wortwahl mit teilweise drastischen Begriffen sind seine Aussagen jedoch sehr deutlich – beispielsweise spricht er von „Jodlerstil“, „Krüppelkoniferen“ oder „Wurstzipfelfenstern“ und nennt eine flurbereinigte Landschaft „hergerichtet – abgerichtet – hingerichtet“.
In einem anderen Beitrag bezeichnet er die Industriezäune der Reihenhäuser in den 1980er-Jahren als Festung für Gartenzwerge, Westwall für Dackel und Maulwürfe, Maschinenschnörkel wie gefrorene Regenwürmer, Spritzgebäck vom Betonkonditor, verzinkten Theaterdonner.

„Ein Kahlschlag geht durchs Land: Begradigung, Bereinigung, Erschließung, Beschleunigung, Kanalisierung, Neuordnung, Verordnung, Verödung. Das Land wird hergerichtet – abgerichtet – hingerichtet. Am Ende bleibt nur das Korsett des öden Rasters, der Triumph des rechten Winkels: Serienlandschaft. Neuordnung im ländlichen Raum; war das die Ordnung, die wir wollten? Eine ausgeräumte, nackte Maschinensteppe, am Reißbrett konstruiert, mit schnurgeraden asphaltierten Wegen. Eine Landschaft ohne Spuren, ohne Geschichte, ohne Namen, ohne Tiere, ohne Baum und ohne jeden Strauch – international. Östliche Kolchosen sehen nicht viel anders aus.“

## Bilanz
Wieland hält die weitgehende Eindämmung der Flurbereinigung für seinen größten Erfolg. Misserfolge seien dagegen viel häufiger hinzunehmen gewesen, neben der Zersiedlung der neuen Bundesländer schmerzt ihn am meisten der Verlust des Altmühltals durch den Main-Donau-Kanal. Zwar seien seit den 1970er-Jahren viele Umwelt- und Denkmalschutzgesetze eingeführt worden, doch die Gegenwehr der Wirtschaftsinteressen erfolgte unter anderem in Form der sogenannten Verwaltungsvereinfachung und den Beschleunigungsgesetzen. Die Planungs- und Entscheidungshoheit wurde an die unteren Behörden (Landrat und Bürgermeister) delegiert, so dass sich heute die Befugnisse der Landesbehörden auf ein Minimum beschränken. Wielands Bilanz bleibt daher skeptisch:

„Da haben wir nichts erreicht. Die Artenvielfalt ist in einer Weise zurückgegangen, das war uns damals gar nicht möglich, uns das in diesen Dimensionen vorzustellen. Die Bodenverdichtung, die Bodenentwertung, die Güllemassen – das war für uns unvorstellbar. Die Neubaugebiete schauen immer noch so aus, wie damals als ich meine ersten Filme gegen Neubaugebiete gemacht habe.“

## Engagement
2003 wurde Wieland in den Stiftungsrat der Münchner Gregor Louisoder Umweltstiftung gewählt, die sich unter anderem gegen den Bau der A94 durch das Isental engagierte.
Seit 2008 setzt sich Wieland als erster Vorsitzender des Förderkreises Murnauer Parklandschaft für den Erhalt und die Pflege des Künstlerparks von Emanuel von Seidl (Seidl-Park) in Murnau am Staffelsee ein.
Wieland hielt bei der Gründungsveranstaltung der landesweit tätigen Arbeitsgemeinschaft Denkmalnetz Bayern am 13. Januar 2012 in der Evangelischen Akademie Tutzing den Festvortrag zum Thema „Baukultur braucht Tatkraft und Courage“.

## Topographie
In der Reihe Topographie sind über 250 Filme erschienen, darunter:
1973
- Landshut oder Hat die Schönheit eine Chance?[19]
- Nicolaiplatz

1974
- Verkehrsweg Inntal[20]
- Rothenfels am Main – Bayerns kleinste Stadt[21]
- Der Forggensee – Der fünftgrößte See Bayerns[22]
- Flurbereinigung – die maschinengerechte Landschaft[23]

1975
- Unser Dorf soll häßlich werden – Ein Beitrag zum Europäischen Denkmalschutzjahr[24]
- Rangierbahnhof Nürnberg
- Vorstadt Giesing[25]
- Passau, die schwimmende Stadt[26]
- Weibersbrunn – ein Dorf im Spessart[27]
- Der Fernpass[28]
- Burgen in der Oberpfalz[29]

1976
- Ein barockes Kanalsystem[30]
- Der Untersberg
- Ich bin der Leibl – Ein Maler unter Bauern[31]
- Der Promenadeplatz in München

1977
- Die Ammerschlucht[32]
- Die Pegnitz – Der Lauf eines Flusses[33]
- Bauerngärten im Emmental[34]
- Strom ohne Ufer – Ein Film über den Po[35]

1978
- Kaiser Karl IV.[36]
- Die Wittelsbacher – Eine europäische Familie[37]
- Das Altmühltal und der Kanal[38]
- Baiershofen – Ein Dorf in Schwaben[39]
- Der Rosengarten von Burg Heidegg[40]

1979
- Das Fenster – Bauen und Bewahren[41]
- Die Frais(ch)

1980
- Das Dach – Bauen und Bewahren auf dem Land[42]
- Der Garten – Bauen und Bewahren[43]
- Das Innviertel

1981
- Der Zaun – Bauen und Bewahren[44]
- Die Tür – Bauen und Bewahren[45]
- Südtiroler Urwege[46]
- Veitshöchheim – Ein Rokokogarten[47]

1982
- Die Isen[48]
- Burghausen[49]
- Markgräfliches Ansbach
- Alte Apfelbäume
- Putz und Mörtel
- Die Farbe[50]

1983
- Grün kaputt – Landschaft und Gärten der Deutschen[51]
- Dinkelsbühl – Stadtbaukunst des Mittelalters[52]
- Der Hausbaum[53]
- Begrünte Wände[54]

1984
- Bauen und Bewahren – Der Jodlerstil[55]
- Der letzte Garten – das Grab[56]
- Porträt eines Baumeisters – Der Architekt Hans Döllgast[57]
- Neue Architektur im alten Palais[58]

1985
- Die Fuggerei in Augsburg[59]
- Der Münchner Hofgarten
- Der Bergwald

1986
- Königliche Traummaschine – Schloss Herrenchiemsee
- Bauen und Bewahren – Die große Kunst, ein kleines Haus zu bauen, Teil 1
- Bauen und Bewahren – Die große Kunst, ein kleines Haus zu bauen, Teil 2
- Bauen und Bewahren – Die große Kunst, ein kleines Haus zu bauen. Preisgekröntes Einfamilienhaus in einem fränkischen Dorf[60]
- Die Regensburger Donauinseln

1987
- Die Dorfstraße in Bayersoien
- Die Landschaft des „Blauen Reiter“, Franz Marc in Kochel
- Unser Dorf soll Heimat bleiben

1988
- 75 Jahre Naturschutz in Bayern
- Kloster Fürstenfeld
- Die Frauenkirche in München

1989
- Die große Zeit des Prinzregenten – Erinnerungen an die Prinzregentenzeit von 1886 bis 1913[61]
- Der Garten des Volkes – 200 Jahre Englischer Garten in München[62]
- Amorbach – Die Abtei im Odenwald
- „Typisch deutsch“ – Das saubere Dorf

1990
- Der Nürnberger Reichswald[63]
- Historische Gärten in Schwaben[64]
- Dorferneuerung – Bauen und Bewahren[65]
- Weimar

1991
- Die Ostseeinsel Rügen
- Dresden

1992
- Die Gärten von Potsdam
- Sächsische Elbe
- Friedrich von Gärtner – Der Baumeister König Ludwigs I. von Bayern[66]

1993
- Heckenlandschaften[67]
- Der Untergang der Donauauen[68]
- Die Alpen – Eine Reise in unsere Zeit: Kaiser-Gebirge[69]
- Die Alpen – Eine Reise in unsere Zeit: Salzberge[70]

1994
- Bauen und Bewahren – Die große Kunst, ein kleines Haus zu bauen – Neue Häuser aus Holz[71]
- Bayerische Hauslandschaften – Kolonistenhäuser im Donaumoos[72]
- Bayerische Hauslandschaften – Mittelfranken[73]
- Holzfabrikation in Eisfeld/Thüringen
- Landshut – Ein Rückblick nach 20 Jahren

1995
- Bayerische Hauslandschaften – Jurahäuser im Altmühltal[74]
- Mecklenburg – Dorfkirchen in Not[75]

1996
- Bayerische Hauslandschaften – Westliches Oberfranken[76]
- Bayerische Hauslandschaften – Rhön-Grabfeld[77]
- Das Donaumoos – Veränderungen einer Landschaft[78]
- Friedrich Bürklein – Der vergessene Architekt[79]

1997
- Bayerische Hauslandschaften – Haßberge[80]
- Ökozentrum Werratal – Ökologischer Landbau in Thüringen[81]

1998
- Die große Kunst, ein kleines Haus zu bauen – Hirschbach im Rottal[82]
- Görlitz – Eine Stadt sucht Menschen (1998)

1999
- Bauen und Bewahren – Das Wirtshaus
- Das Dessau-Wörlitzer Gartenreich[83]
- Von Bäumen im Hochgebirge[84]
- Mecklenburg – Dorfkirchen in Not, Teil 2: Ein Dank an unsere Spender

2000
- Engadiner Bauernhäuser[85]
- Gartenstadt Piesteritz[86]

2001
- Die große Kunst, ein kleines Haus zu bauen – Einfamilienhäuser
- Dorflinden[87]

2002
- Licht und Lampen[88]

2003
- Die große Kunst, ein kleines Haus zu bauen – Holzhäuser[89]
- Die große Kunst, ein kleines Haus zu bauen – Neubauten

2004
- Der Bodensee – Zersiedelung einer Landschaft[90]

Datierung unbekannt
- Skizzen aus Deutschland
- Der Föhn

## Auszeichnungen (Auswahl)
- 1974: Preis „Pro Arte“ der Bayerischen Akademie der Schönen Künste[18]
- 1974: Fernsehpreis „Der Bürger und seine Stadt“[18]
- 1978: Bayerischer Denkmalschutzpreis[18]
- 1980: Verdienstkreuz am Bande der Bundesrepublik Deutschland
- 1981: Karl-Friedrich-Schinkel-Ring des Deutschen Nationalkomitees für Denkmalschutz
- 1984: Bayerischer Poetentaler
- 1986: Verdienstkreuz 1. Klasse der Bundesrepublik Deutschland
- 1987: Wolfgang-Hirsch-Auszeichnung für Baukultur der Architektenkammer Rheinland-Pfalz[18]
- 1990: Bayerischer Fernsehpreis für die Reihe Topographie (BR)
- 1991: Medaille für die Verdienste um Kultur und Tradition auf dem Lande in Gold vom bayerischen Staatsministerium für Ernährung, Landwirtschaft und Forsten[18]
- 1992: Karl-Friedrich-Schinkel-Ring des Deutschen Nationalkomitees für Denkmalschutz[18]
- 1994: Bayerischer Verdienstorden[18]
- 1997: Kulturpreis der Bayerischen Landesstiftung[18]
- 2007: Bayerischer Architekturpreis für Wielands Kampf „gegen die Zerstörung bayerischer Städte und Landschaften“[91]
- 2007: Bayerischer Staatspreis für Architektur für Wielands „großes Engagement um die Baukultur, die Denkmalpflege und den Naturschutz in Bayern“[91]
- 2011: Oberbayerischer Kulturpreis des Bezirks Oberbayern als „Wegbereiter des Denkmalschutzes und scharfer Kritiker der Flurbereinigung“[92]
- 2015: Bayerische Verfassungsmedaille in Silber[93]
- 2016: Lessing-Preis für Kritik für seine „einzigartige Weise“ der „Kritik an Landschaftszersiedelung und Dorfzerstörung, an der Unwirtlichkeit der Städte und den gesichtslosen Bausünden der Architektur“[94]
- 2021: Bamberger Zentaur (Ehrenpreis) der Bamberger Kurzfilmtage für sein Lebenswerk

## Schriften
- Bauen und Bewahren auf dem Lande. Deutsches Nationalkomitee für Denkmalschutz, Bonn 1978, ISBN 3-922153-00-3.
- Historische Parks und Gärten. Deutsches Nationalkomitee für Denkmalschutz, Bonn 1978, ISBN 3-922153-00-3.
- mit Ernst Neukamp: Heimat. Rekkenze, Hof 1984, ISBN 3-924357-01-3.
- Gebaute Lebensräume. Beton-Verlag, Düsseldorf 1987, ISBN 3-7640-0230-1.
- mit Wolfgang Zängl: Grün kaputt. Landschaft und Gärten der Deutschen. 11. Auflage. Raben-Verlag, München 1990, ISBN 3-922696-43-0 (Begleitbuch zur gleichnamigen Photo-Ausstellung des Bundes Naturschutz in Bayern).

## Filmporträts
- Lars Henrik Gass im Gespräch mit Dieter Wieland. Internet-Gespräch in zwei Teilen, Deutschland, 2021, Teil 1: 34:05 Min., Teil 2: 26:06 Min., Moderation: Lars Henrik Gass, Produktion: Oberhausener Kurzfilmtage 2021, Reihe: Portraits, Inhaltsangabe von den Oberhausener Kurzfilmtagen, Erstsendung: 13. April 2021 beim BR, online-Video, Teil 1 und online-Video, Teil 2.
- Filmemacher Dieter Wieland im Interview zu seinem 80. Geburtstag. Interview, Deutschland, 2017, 22:41 Min., Moderation: N.N., Produktion: BR24, Internetpublikation: 16. März 2017 in YouTube, online-Video im YT-Kanal von BR24.
- Parkgeschichten – Leben mit einem Denkmal. Dokumentarfilm, Deutschland, 2013, 44 Min., Buch und Regie: Sybille Krafft, Produktion: Bayerischer Rundfunk, Reihe: Unter unserem Himmel, Erstsendung: 29. Dezember 2013 beim Bayerischen Fernsehen, Inhaltsangabe und online-Video vom BR. Darin Wieland über den Seidl-Park von Murnau.
- alpha-Forum. Dieter Wieland im Gespräch mit Sybille Krafft. Gespräch, Deutschland, 2012, 45 Min., Produktion: BR-alpha, Reihe: alpha-Forum, Erstsendung: 16. März 2012 bei BR-alpha, Inhaltsangabe und online-Video vom BR mit Gesprächstext.
- Der zornige Filmpoet. Dieter Wieland – Ein Porträt. Dokumentarfilm, Deutschland, 2002, 44 Min., Buch und Regie: Sybille Krafft, Produktion: Bayerischer Rundfunk, Reihe: Unter unserem Himmel, Erstsendung: 17. März 2002 beim Bayerischen Fernsehen, Inhaltsangabe und online-Video vom BR.